# Loco (Voodoo)
Loco (auch Papa Loko) ist in der Voodoo-Religion der Loa der Bäume und Pflanzen. Er ist der Patron aller Heilmittel, die aus Pflanzen hergestellt werden und somit auch der Schützer der Heiler, die mit Pflanzenmedizin arbeiten.
Er wird vor allem bei Ritualen angerufen, in denen es um Heilung geht. Der Heiler bittet Loco um Unterstützung, und dass seine Medizin auch wirkt. Ihm wird oft nach dem Ritual ein Baum oder eine Blume gepflanzt. Es kann auch Baumrinde (von einem bereits toten Baum) verbrannt werden.